# Бриффо, Роберт
Ро́берт Сти́вен Бриффо́ (фр. Robert Stephen Briffault; 1876 — 11 декабря 1948, Гастингс, Великобритания) — французский социолог, антрополог и романист, специалист по гендерной социологии. Награждён военным крестом армии Британии. Наибольшую известность получил как автор «Закона Бриффо».

## Биография
Родился во Франции или Великобритании, вероятнее всего, 8 ноября 1874 г., в семье французского дипломата Чарльза Фредерика Бриффо и шотландки Маргарет Манн (в девичестве — Стюарт). Позднее он называл своим годом рождения 1876 год. Вероятно, это связано с тем, что Бриффо должен был иметь более юный возраст, чтобы вступить в армию во время Первой мировой войны.
После смерти отца в 1887 году Бриффо с матерью переехал в Новую Зеландию. Там он получил академическое звание бакалавра медицины в Университете Данидина и начал медицинскую практику. Во время Первой мировой войны был участником боевых действий на Западном фронте, награждён Военным крестом Великобритании.
После войны Бриффо поселился в Англии, где занялся изучением социологии и антропологии. Некоторое время проживал в Америке (1929—1932 гг, 1937—1938 гг.). Ряд работ посвятил теме семьи и брака. Также известен как романист.
Был женат дважды. Первой женой была Анна Кларк, с которой у него было трое детей. После её смерти в 1919 году Бриффо женился на Герме Хойт (1898—1981), американской писательнице и переводчике.
Бриффо умер в Гастингсе 11 декабря 1948 года.

## Закон Бриффо
Роберт Бриффо наиболее известен современникам как автор закона Бриффо, сформулированного в труде «The Mothers: A Study of the Origins of Sentiments and Institutions» (1927 г.). Работа «The Mothers» затрагивает такие темы как эволюция материнства, матриархат в обществе, институт брака.
Закон имеет следующую формулировку:
«Самка, а не самец, определяет все условия животной семьи. Если выгоды от ассоциации с самцом нет, то ассоциации не происходит».

«The female, not the male, determines all the conditions of the animal family. Where the female can derive no benefit from association with the male, no such association takes place».
— Robert Briffault, The Mothers, Vol. I, p. 191
Закон Бриффо остается актуальным до сих пор и, в частности, может быть объяснением гипергамии в гендерных отношениях. Помимо применения в гендерной социологии, закон взят «на вооружение» мужским движением против гиноцентризма.

## Научные труды
- The Making of Humanity (1919)
- Psyche’s Lamp: A Re-evaluation of Psychological Principles as a Foundation of All Thought (1921)
- The Mothers: A Study of the Origins of Sentiments and Institutions, (1927)
  - «Group-Marriage and Sex Communism.» In V. F. Calverton, ed., The Making of Man, The Modern Library, 1931.
  - «The Origin of Love.» In V. F. Calverton, ed., The Making of Man, The Modern Library, 1931.
- Rational Evolution (1930)
- Sin and Sex (1931)
- Breakdown: The Collapse of Traditional Civilization (1932)
- Reasons for Anger: Selected Essays (1937)
- The Decline and Fall of the British Empire (1938)